# Nodaria levicula
Nodaria levicula är en fjärilsart som beskrevs av Swinhoe. Nodaria levicula ingår i släktet Nodaria och familjen nattflyn. Inga underarter finns listade i Catalogue of Life.